# Gustav Sandberg
Karl Gustav Emanuel "Skädda" Sandberg, född 29 februari 1888 i Göteborg, död 27 maj 1958 i Göteborg, var en svensk amatörfotbollsspelare (mittfältare) som var uttagen till den svenska fotbollstruppen i OS i Stockholm 1912. Han spelade där i en av Sveriges två matcher i turneringen; den mot Nederländerna (förlust 3-4 efter förlängning).
Sandberg, som under sin klubbkarriär tillhörde Örgryte IS, spelade under åren 1912–1913 sammanlagt 4 landskamper (0 mål).

## Meriter

### I klubblag
IFK Göteborg: Svensk mästare (1): 1910
 Örgryte IS: Svensk mästare (2): 1913

### I landslag
Sverige
- Uttagen till OS (1): 1912
- 4 landskamper, 0 mål

### Webbsidor
- Sandberg på sports-reference.com
- Sandberg på SOK.se
- Lista på landskamper, svenskfotboll.se, läst 2013 01 29
- "Olympic Football Tournament Stockholm 1912", fifa.com, läst 2013 01 29